# Glyphipterix heptaglyphella
Glyphipterix heptaglyphella is een vlinder uit de familie parelmotten (Glyphipterigidae). De wetenschappelijke naam is voor het eerst geldig gepubliceerd in 1925 door Le Marchand.
De soort komt voor in Europa.